# Friedrichsfeld (Mannheim)
Friedrichsfeld ist ein Stadtteil von Mannheim im Rhein-Neckar-Dreieck in Baden-Württemberg und bildet darüber hinaus den Stadtbezirk Friedrichsfeld.

## Geographie

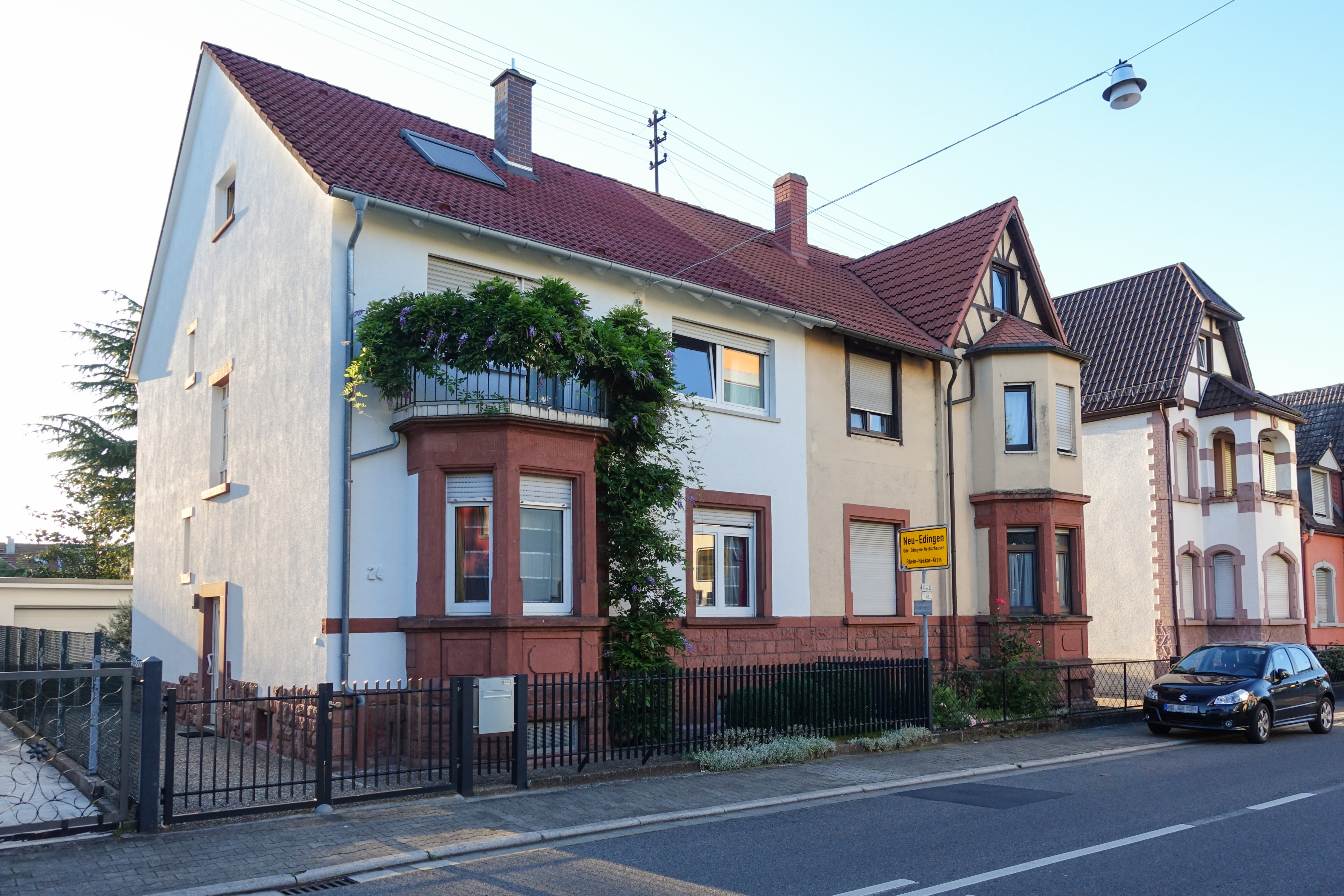
Ortsgrenze zu Edingen-Neckarhausen mitten in der Bebauung

Friedrichsfeld bildet zusammen mit dem Ortsteil Neu-Edingen der Gemeinde Edingen-Neckarhausen eine geschlossene Siedlung. Die Stadtgrenze ist nur durch die Ortsschilder mitten im Ort zu finden. Weiterhin gehört auch die südlich gelegene Siedlung Alteichwald zum Stadtbezirk.
Friedrichsfeld liegt zwischen Mannheim-Seckenheim und Neckarhausen im Norden, Edingen und Heidelberg im Osten, Schwetzingen im Süden sowie Mannheim-Rheinau im Westen, direkt an der Autobahn A 656 und an den Bahnstrecken Frankfurt am Main–Heidelberg („Main-Neckar-Bahn“) und deren Verlängerung nach Schwetzingen (Bahnhof Neu-Edingen/Friedrichsfeld) und Mannheim–Basel zwischen Mannheim und Heidelberg (Haltepunkt Mannheim-Friedrichsfeld Süd).
Im Westen Richtung Mannheim-Rheinau und südlich der Alteichwaldsiedlung Richtung Schwetzingen grenzt Friedrichsfeld an eine größere zusammenhängende Waldfläche (Unterer Dossenwald, Bundeswald Hirschacker und Grenzhöfer Wald), die Mannheim mit Frischluft versorgt.

## Geschichte

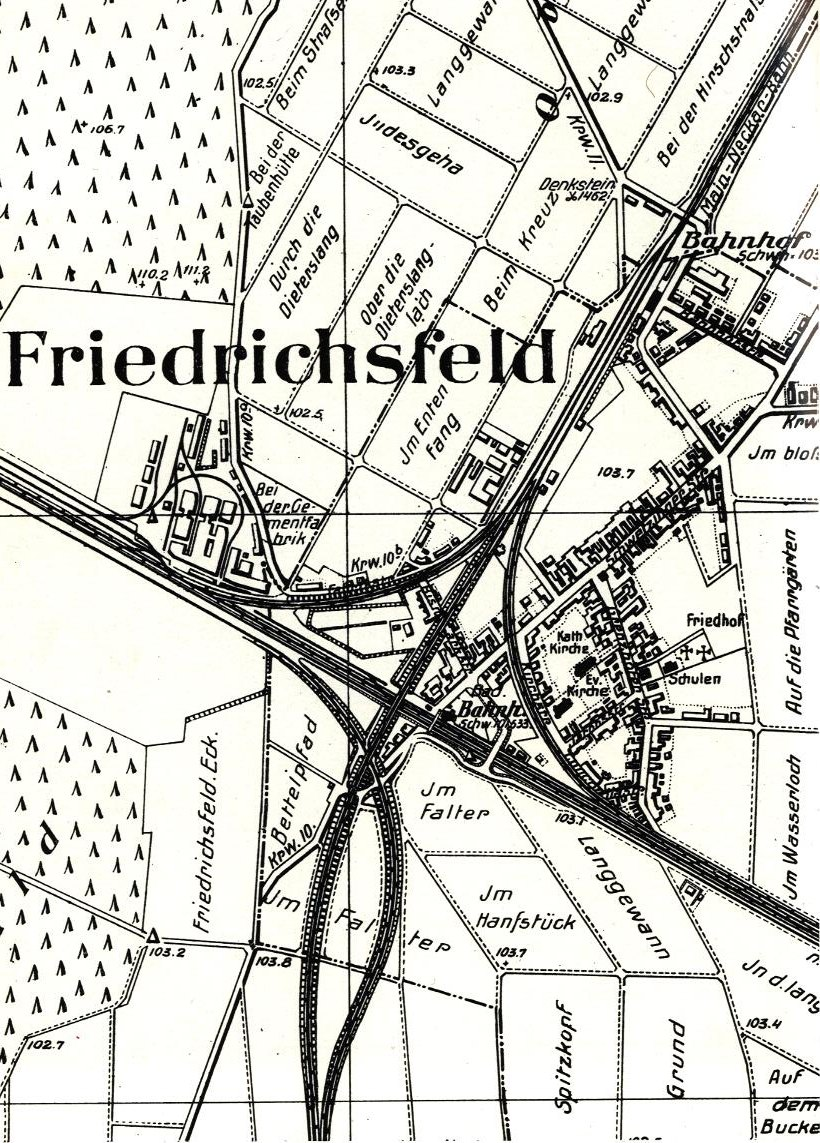
Friedrichsfeld 1900

Gegründet wurde Friedrichsfeld 1682 von Hugenotten, die aus religiösen Gründen aus Frankreich geflohen waren. Sie kamen, wie schon zuvor im 16. Jahrhundert die Flamen und Wallonen, in die Kurpfalz. Die ersten Siedler Friedrichsfelds stammten alle aus der Umgebung der Stadt Sedan.
An die französische Geschichte des Ortes und generell die Geschichte der Vertreibung reformierter Menschen erinnern bis heute Straßen- und Platznamen im Ort – sowie die evangelische Kirche, die nach Johannes Calvin, dem Reformator im französischsprachigen Raum, benannt ist. Der Ortsname wurde nach Kurfürst Friedrich dem Siegreichen gewählt, der ungefähr auf der heutigen Gemarkung die Schlacht bei Seckenheim gewann.
Bekannt geworden ist Friedrichsfeld, das damals als „Neudorf“ verspottet wurde, vor allem unter Eisenbahnern, als die Main-Neckar-Eisenbahn-Gesellschaft 1846 die Bahnstrecke Frankfurt am Main–Heidelberg in Betrieb nahm. In Friedrichsfeld wurde, um beide Städte gleich zu behandeln, der Anschlussbahnhof zwischen Main-Neckar-Eisenbahn und Badischer Hauptbahn (Bahnstrecke Mannheim–Basel) errichtet. Später flügelte die Bahn in Friedrichsfeld die Züge nach dem Motto „Heidelberg vonne, Mannem hinne“. Die Mannheimer Fastnacht erinnert bis heute mit dem verdrehten Ausruf „Mannem vonne!“ daran.
Aufgrund der vergleichsweise späten Gründung des Ortes besaß Friedrichsfeld nur eine kleine Gemarkung, die aus Teilen Seckenheims und Edingens gebildet worden war. Die Zementfabrik von Julius Espenschied, die später in Steinzeugfabrik umbenannt war, führte zu einem Bewohneraufschwung. Allerdings lag sie auf Seckenheimer Gebiet, das so allein vom Steueraufkommen profitierte. Auch die grenzüberschreitenden Eisenbahnanlagen sorgten für Differenzen mit den Nachbarorten. 1898 versuchte Friedrichsfeld vergeblich, die Fläche der Steinzeugfabrik einzugemeinden. 1924 richteten die Friedrichsfelder eine Denkschrift an die badische Regierung und den Landtag, mit dem Ziel, Gemarkungsflächen von Seckenheim und Edingen zu erhalten. Zwei Jahre später entschied die Regierung, Friedrichsfeld an Mannheim anzugliedern. Daraufhin verhandelte Mannheim mit Seckenheim, um beide Orte gleichzeitig einzugemeinden und so das strittige Grenzproblem zu lösen. Nach der Zustimmung von Seckenheim und Friedrichsfeld wurden beide am 1. Oktober 1930 eingemeindet. Edingen hatte zur gleichen Zeit versucht, Anschluss an Mannheim zu finden. Die Stadt lehnte aber dessen Eingemeindung zu diesem Zeitpunkt ab, weil sie befürchtete, dass die Lasten für Kanalisation, Strom- und Wasserversorgung während der Wirtschaftskrise um 1930 zu groß seien – bis heute ist Edingen-Neckarhausen eine eigenständige Gemeinde.
Vom 1. Januar 2001 bis zum 31. Dezember 2007 war die zuvor eigenständige Kirchengemeinde Mannheim-Friedrichsfeld probeweise in die Evangelische Kirchengemeinde Mannheim eingegliedert. Mit dem 1. Januar 2008 ist sie nun endgültig ein Teil der neu geschaffenen „Evangelischen Kirche in Mannheim“.
| Jahr      | 1727 | 1777 | 1818 | 1852 | 1875 | 1905 | 1930 |
| --------- | ---- | ---- | ---- | ---- | ---- | ---- | ---- |
| Einwohner | 71   | 117  | 267  | 544  | 822  | 2483 | 4547 |

## Politik, Verwaltung
Nach der Hauptsatzung der Stadt Mannheim hat der Stadtbezirk einen Bezirksbeirat, dem dort wohnende Bürger angehören, die der Gemeinderat entsprechend dem Abstimmungsergebnis der Gemeinderatswahl bestellt. Sie sind zu wichtigen Angelegenheiten, die den Stadtbezirk betreffen, zu hören und beraten die örtliche Verwaltung sowie Ausschüsse des Gemeinderats. Der jetzige Bezirksbeirat besteht seit 2014 und wird zur Gemeinderatswahl 2019 neu besetzt. Dienstältester Bezirksbeirat ist mit 18 Jahren Dienst (seit 1. Januar 2000) Reinhold Wolpert der CDU.
| Partei    | 2019 | 2014 | 2009 | 2004 | 1999 | 1994 |
| --------- | ---- | ---- | ---- | ---- | ---- | ---- |
| SPD       | 3    | 4    | 5    | 5    | 6    | 6    |
| GRÜNE     | 2    | 2    | 2    | 1    | -    | 1    |
| CDU       | 2    | 3    | 5    | 6    | 6    | 5    |
| Die Linke | 1    | -    | -    | -    | -    | -    |
| ML        | 1    | 1    | -    | -    | -    | -    |

Als einer der elf äußeren Stadtbezirke besitzt Friedrichsfeld ein Gemeindesekretariat, dem örtliche Verwaltungsaufgaben obliegen.

## Kultur und Sehenswürdigkeiten
Die katholische Kirche St. Bonifatius wurde zwischen 1897 und 1899 nach den Plänen Ludwig Maiers im neugotischen Stil erbaut. Im selben Stil schuf drei Jahre später Hermann Behaghel die evangelische Johannes-Calvin-Kirche.
In der ehemaligen Fahrleitungsmeisterei in der Sulzer Straße 43 unterhält die Historische Eisenbahn Mannheim e. V. einige Schienenfahrzeuge aus der Bundesbahnzeit. Neben dem Einzelstück E244 31 aus dem Jahr 1935 ist auch eine Lok der Baureihe 218 zu besichtigen. Weitere Rangier- und Kleinlokomotiven und einige Wagen werden aufgearbeitet und gepflegt. Auch eine große Modelleisenbahn in der Spurweite H0 ist im Vereinsheim zu sehen. Für etwa 5 Jahre war dort auch die Dampflok 18 316 beheimatet, welche sich nun allerdings auf der Rückseite des Technoseums (ehemals „Landesmuseums für Technik und Arbeit“) in Mannheim befindet.
Friedrichsfeld liegt an der Bertha Benz Memorial Route.

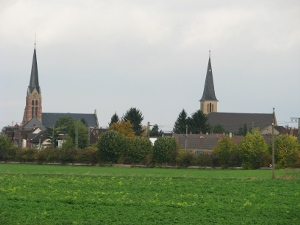
Ortsansicht von Südosten, links die Johannes-Calvin-Kirche, rechts St. Bonifatius.
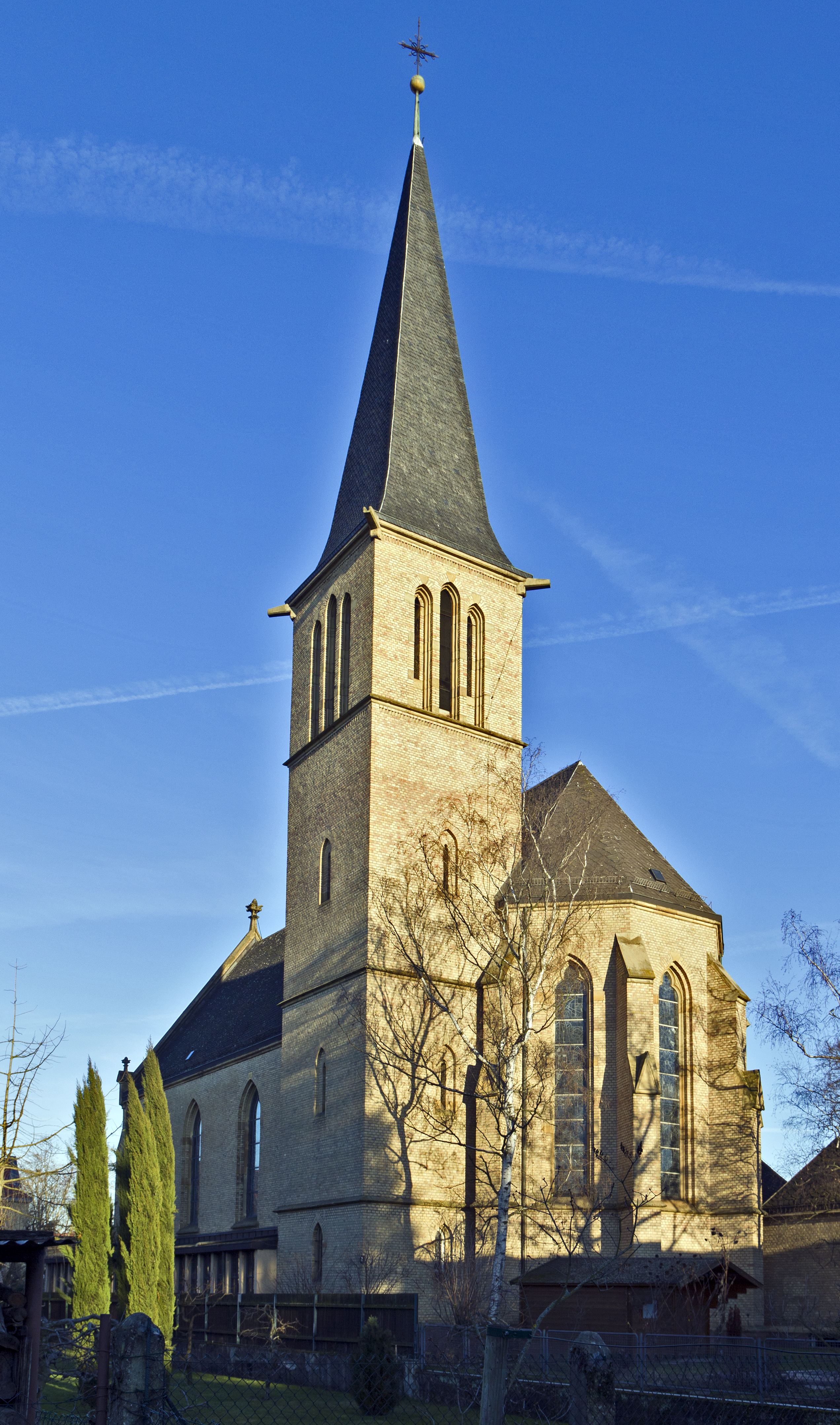
St. Bonifatius
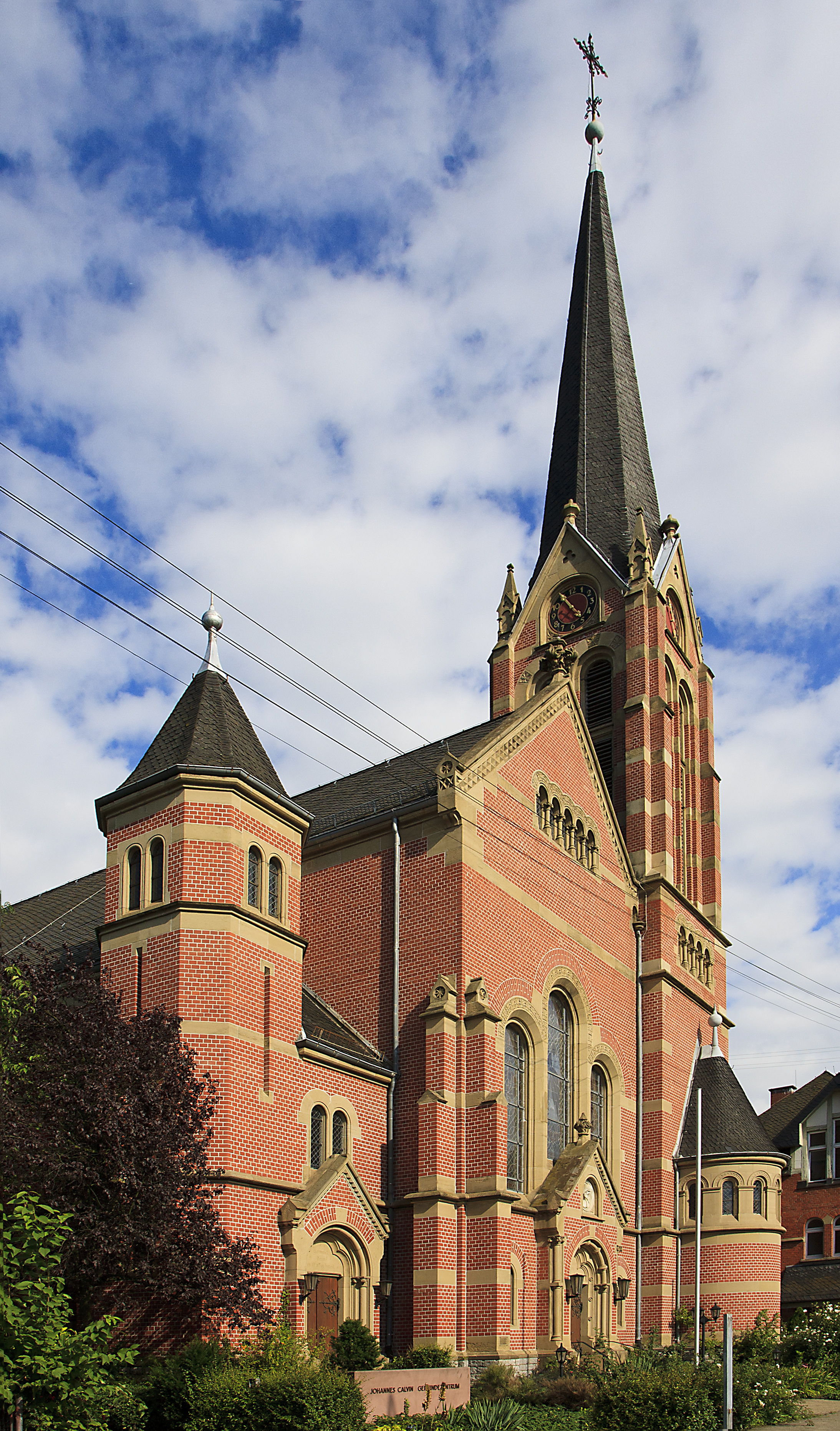
Johannes-Calvin-Kirche
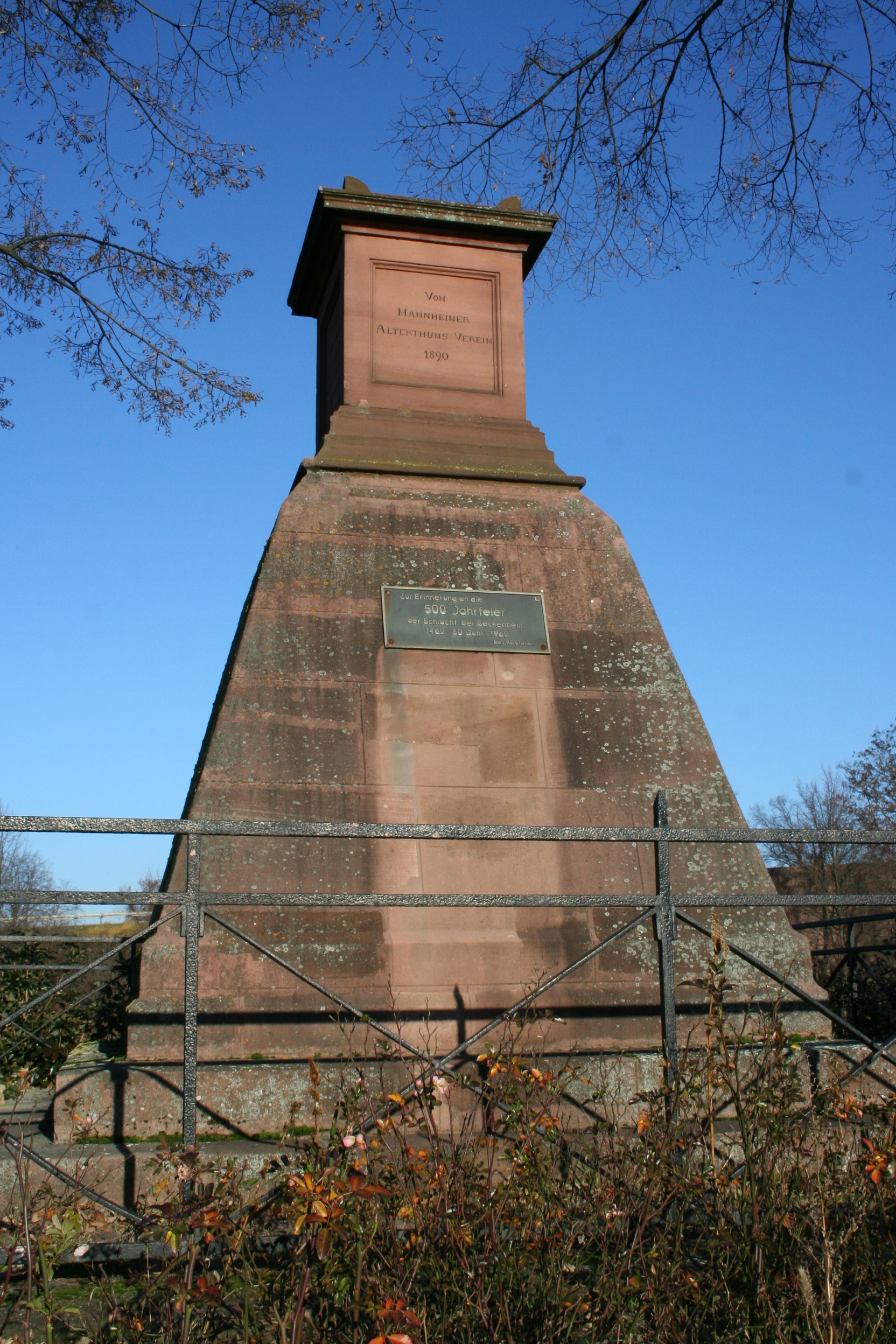
Denkmal zur Erinnerung an die Schlacht bei Seckenheim.
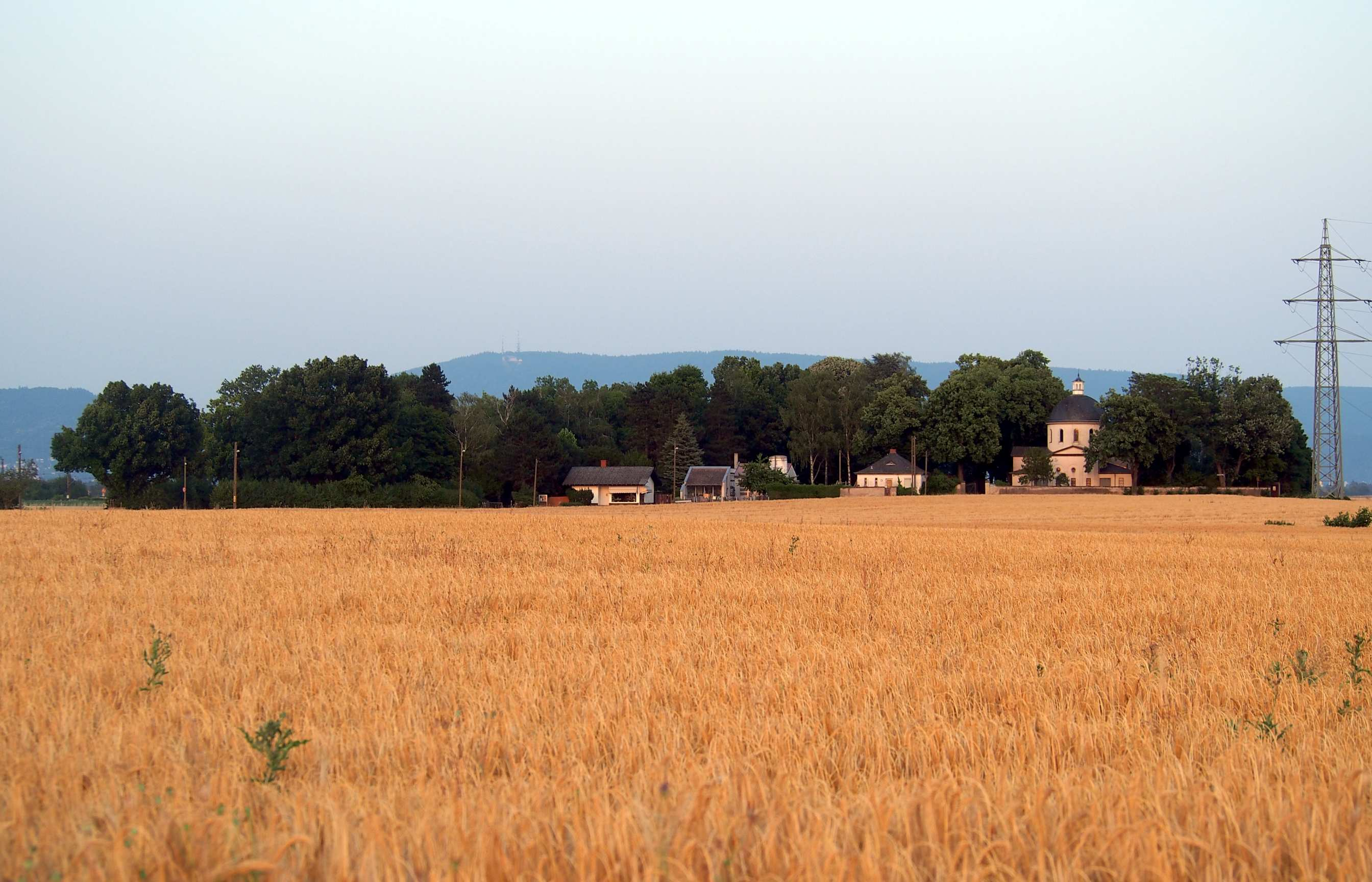
Der Friedhof, außerhalb des Ortes

## Wirtschaft und Infrastruktur

### Verkehr

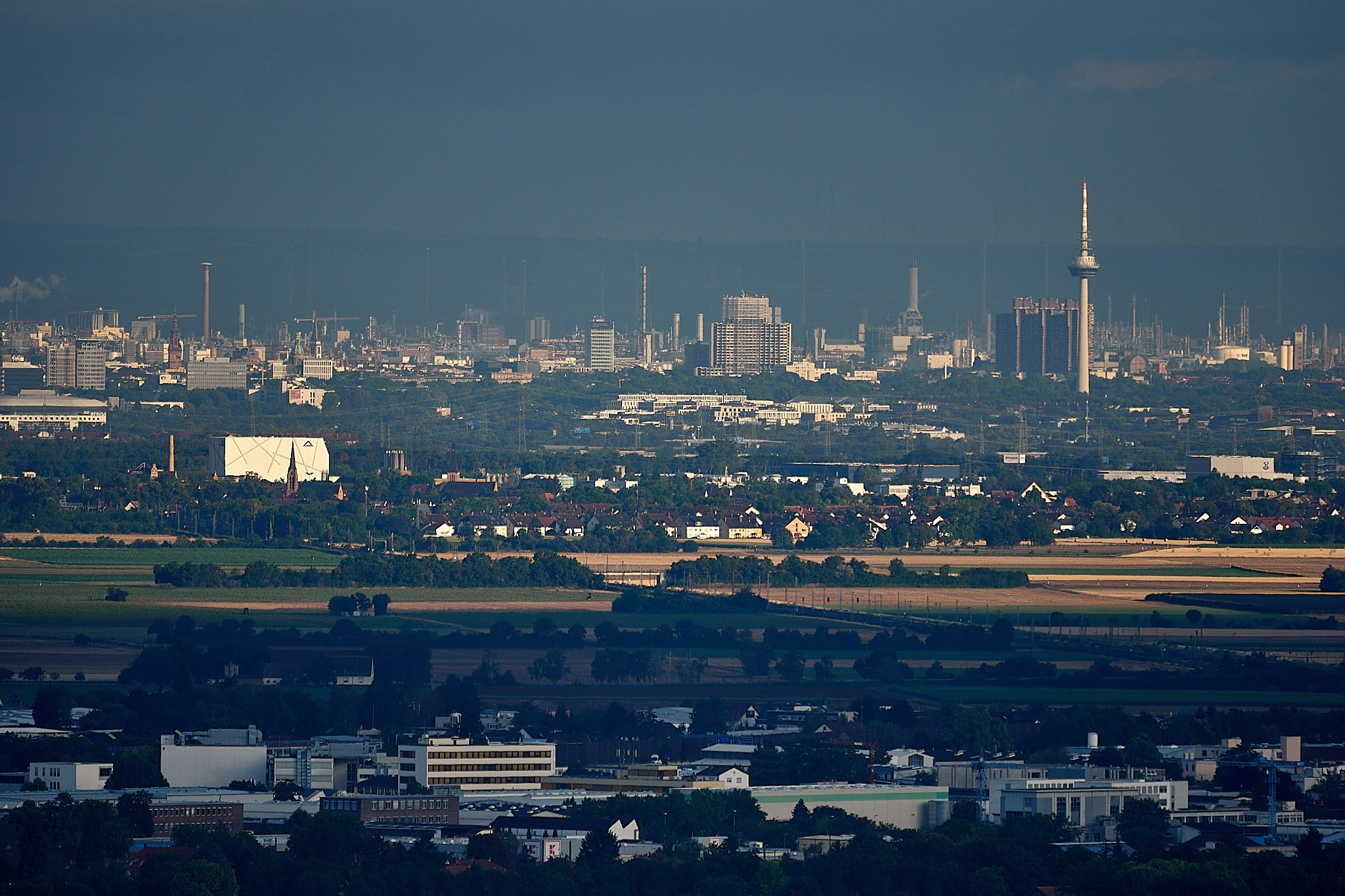
Friedrichsfeld, mit West-Ost-Eisenbahntrasse und Friatec-Hochregallagergebäude

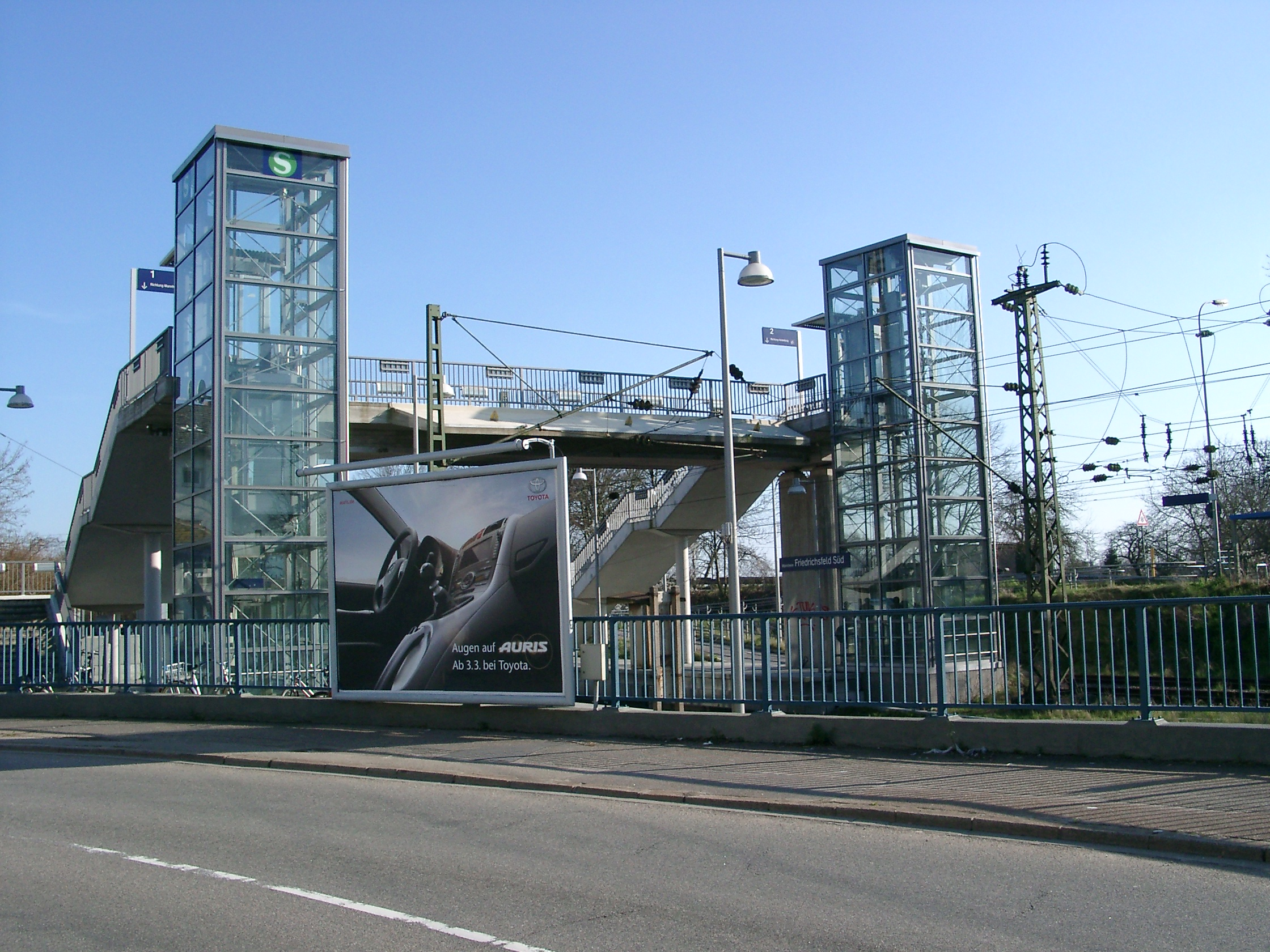
Der Haltepunkt Mannheim-Friedrichsfeld Süd

Im Norden von Friedrichsfeld verläuft die Bundesautobahn 656 (Mannheim–Heidelberg) mit der Anschlussstelle 4 Mannheim-Seckenheim. An der Bahnstrecke Frankfurt am Main–Heidelberg aus Richtung Frankfurt am Main befindet sich der Trennungsbahnhof „Neu-Edingen/Mannheim-Friedrichsfeld“, welcher von Zügen aus Mannheim in Richtung Bensheim und aus Richtung Heidelberg von Zügen mit Ziel Frankfurt am Main angefahren wird.
An der Bahnstrecke Mannheim–Basel, die in diesem Bereich in Ost-West-Richtung verläuft, liegt der Haltepunkt „Mannheim-Friedrichsfeld Süd“, an dem die S-Bahn RheinNeckar mit den Linien S 1 bis S 4 der DB Regio verkehrt.
Die Buslinien 43 und 46 der Rhein-Neckar-Verkehr verkehren ab Seckenheim nach Friedrichsfeld. Werktags fahren zwei Fahrten der Linie 43 die Alteichwaldsiedlung an, ansonsten besteht Ruftaxibetrieb ab der Haltestelle Vogesenstraße. Friedrichsfeld gehört zum Tarifgebiet des Verkehrsverbunds Rhein-Neckar. Der Laufweg der Buslinien sieht wie folgt aus:
- Die Linie 43 fährt ab der Haltestelle Vogesenstraße über Suebenheim zurück nach Seckenheim.
- Die Linie 46 kommt aus Seckenheim und endet dort auch wieder, fährt allerdings nur stündlich und über Neckarhausen.
- Im Spätverkehr wird eine kombinierte Linie 43/46 bedient: von Seckenheim über Suebenheim, Friedrichsfeld, Neckarhausen nach Seckenheim.

### Bildung

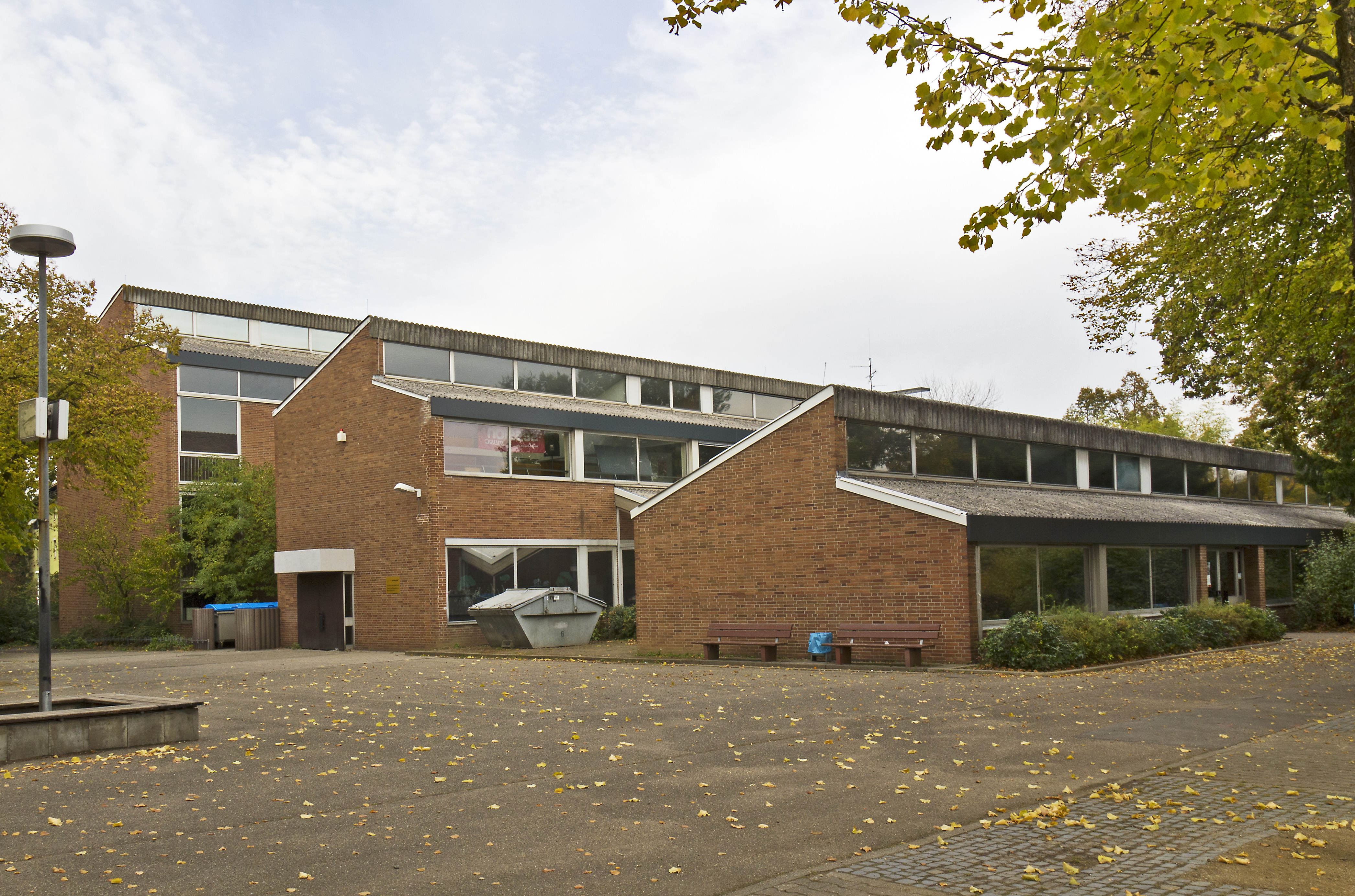
Friedrichsfeldschule

Die Friedrichsfeldschule ist eine Grundschule. Für die Grundschulkinder betreibt die Stadt Mannheim einen Hort mit Kernzeitbetreuung. Die Schule hat einen großen Schulgarten, welcher von der Aktion „72-Stunden - ohne Kompromiss“ wieder hergerichtet wurde.
Außerdem betreibt die Stadtbibliothek Mannheim eine Zweigstelle im ehemaligen Rathausgebäude.

## Persönlichkeiten

### In Friedrichsfeld geboren
- Ludwig Ratzel (1915–1996), Politiker (SPD), Oberbürgermeister (1972–1980) von Mannheim
- Hans Maaß (1935–2021), evangelischer Pfarrer, Kirchenrat
- Wolfgang Raufelder (1957–2016), Politiker (Bündnis 90/Die Grünen), Landtagsabgeordneter

### In Friedrichsfeld gewirkt
- Anette Langendorf (1894–1969), Politikerin (KPD), Landtagsabgeordnete
- Uwe Gensheimer (* 1986), Sportler, Handball-Nationalspieler (Handballer des Jahres 2011, 2012, 2013, 2014)
- Elisabeth Seitz (* 1993), Sportlerin, Kunstturnerin (vierfache deutsche Meisterin 2010)